# Notgemeinschaft der Deutschen Wissenschaft
Die Notgemeinschaft der Deutschen Wissenschaft (NDW) war die Vorgängerorganisation der Deutschen Forschungsgemeinschaft (DFG).

## Geschichte
Die Gemeinschaft wurde zur Aufrüstung der Forschung nach dem Ersten Weltkrieg am 30. Oktober 1920 auf Anregung der fünf deutschen Wissenschaftsakademien, namentlich unter Beteiligung des Chemikers und Nobelpreisträgers Fritz Haber sowie dem Juristen und früheren preußischen Kultusminister Friedrich Schmidt-Ott gegründet, der ihr erster Präsident wurde. Haber, der Direktor am Kaiser-Wilhelm-Institut für Physikalische Chemie und Elektrochemie, war dessen Vertreter. In der Gründungszeit ging es wegen der Steigerung der Kosten des Wissenschaftsbetriebes und der Inflation um die „Abhilfe […] äußersten Notstandes der Wissenschaft“. Jene Mitglieder, die über ein festes Einkommen verfügten, gaben einen Teil ihres Gehaltes ab, um Forschern, die keine ausreichenden Einkünfte hatten – insbesondere Privatdozenten –, dennoch eine wissenschaftliche Tätigkeit zu ermöglichen.
Weitere namhafte sich für die Notgemeinschaft engagierende Wissenschaftler aus der Preußischen Akademie der Wissenschaften waren Adolf von Harnack, Max Planck und Hermann Diels. Die Notgemeinschaft war gedacht als Gesamtvertretung der deutschen Wissenschaft, um „die bereitzustellenden Mittel in diejenigen Kanäle und nach den Stellen zu leiten, wo sie im Interesse der Gesamtheit den größten Nutzeffekt erzielen könnten“.
Gegenüber dieser sich bildenden Selbstverwaltungsorganisation der Wissenschaft, die auch die in den Akademien noch nicht vertretenen technischen Wissenschaften umfasste und anders als diese nicht hauptsächlich regional organisiert war, gerieten die Akademien als Organisatoren von Forschung in die Defensive. Die Notgemeinschaft entwickelte sich aus einem Provisorium zu einer festen Institution. Im Jahr 1929 wurde der Name in Deutsche Gemeinschaft zur Erhaltung und Förderung der Forschung, kurz Forschungsgemeinschaft, geändert. Allerdings wurde „Notgemeinschaft“ in geförderten Publikationen durchaus weiterverwendet, z. B. in Haberler 1934. Die Gemeinschaft war politisch stets linientreu zur Staatsführung. 1934 wurde sie unter der nationalsozialistischen Regierung gleichgeschaltet. (Dem Vorstand gehörten gemäß Alexander Mitscherlich, Hermann Rein, Paul Martini, Wolfgang Heubner und Ferdinand Sauerbruch an.)
Finanzmittel erhielt die Gemeinschaft sowohl von einem durch den Industriellen Carl Friedrich von Siemens und dessen Vertreter Hugo Stinnes repräsentierten Stifterverband der Industrie als auch vom Reichsfinanzministerium.
Nach dem Zweiten Weltkrieg wurde 1949 die Notgemeinschaft der Deutschen Wissenschaft wieder gegründet. Am 2. August 1951 fusionierten die Notgemeinschaft und der Deutsche Forschungsrat zur Deutschen Forschungsgemeinschaft (DFG).

## Organisation
Die Gesellschaft wurde von einem vier- bis fünfköpfigen Präsidium geleitet. Das daneben wichtigste Gremium war der Hauptausschuss mit elf Mitgliedern. Fachausschüsse waren Gruppen von spezialisierten Fachgutachtern eines größeren Fachgebietes. Mitglieder der Fachausschüsse, z. B. des Fachausschusses Alte und orientalische Philologien, wurden vom Präsidium im Einvernehmen mit dem Hauptausschuss ernannt.:101

## Organisationen mit ähnlichem Namen
Sie ist nicht zu verwechseln mit zwei Exilorganisationen: der Notgemeinschaft der deutschen Wissenschaft, Kunst und Literatur im Ausland, die Magnus Hirschfeld, Mynona und Anselm Ruest 1934 in Paris gründeten, sowie der Notgemeinschaft deutscher Wissenschaftler im Ausland, die im April 1933 in Zürich von dem exilierten Neuropathologen Philipp Schwartz (1894–1977) gegründet wurde und ca. 2.000 den Nationalsozialisten missliebigen Wissenschaftlern neue Arbeitsplätze im Ausland vermittelte, darunter allein 300 Akademikern in der Türkei. Die letztgenannte Organisation zog 1935 nach London um und arbeitete dort eng mit dem Academic Assistance Council zusammen.